# علي يوسف الخميري
علي يوسف حسن الخميري الشهير باسم علي الشعب (ولد في 1927 في المنامة، البحرين - توفي في 1 أغسطس 2013 في المنامة، البحرين) رجل أعمال بحريني. كان رئيس مجلس إدارة شركة المنارتين ومجموعة علي الشعب وأحد رواد رجال الأعمال في مجال قطاع الصناعة والإنشاءات بمملكة البحرين.

## النشأة والتعليم
وُلد الخميري في العام 1927 في العاصمة البحرينية المنامة.

## المسيرة المهنية
عمل من عمر 10 سنوات إلى عمر 25 سنة في شركة نفط البحرين (بابكو) وهو المؤسس إلى المدرسة الوطنية لتعليم السياقة في حوطة أبل بالمنامة.
أخبره مسؤوله الإنجليزي أنه لن يستطيع الترقي أكثر من خلال بابكو ونصحه بأن يأخذ حقوق نهاية خدمة العمل في شركة بابكو ويؤسس مشروعه الخاص وكانت حقوقه حينها نحو 4 آلاف روبية أي ما يعادل 400 دينار بحريني. الخميري حينها لم يكن يتقن الكتابة والقراءة باللغة الإنجليزية وساعده مسؤوله الإنجليزي في كتابة الرسائل ومخاطبة شركة إيطالية لتزويده بماكينتين لمصنع الطابوق وشركة إنجليزية تقوم بصناعة الكسارات. في العام 1957 أنشأ مصنع لصناعة الطابوق وغسل الرمل يُعد من أقدم المصانع في البلاد آنذاك. في العام 1973 بدأت الحكومة بمشروع الوحدات السكنية للمواطنين في مدينة عيسى وقد ساهم بإنشاء العديد منها بالجودة العالية. في العام 1984 قام أيضا بالمساهمة في إنشاء الوحدات السكنية للمواطنين في مدينة حمد بالتعاون مع الحكومة.
توسعت الشركة بعدها بإنشاء العديد من المصانع مثل مصنع الكسّارة في العام 1962 ومصنع لتصنيع الحجر الصناعي في العام 1986 ومصنع الخرسانة الجاهزة والخرسانة المسبوكة (الأسقف الجاهزة) في العام 1994 ومصنع المباني الذكيّة في العام 2011 وغيرها العديد من المصانع. أنشأ بعدها فرع للشركة في المملكة العربية السعودية في العام 2010. شكل نجاح الشركة تطور عمراني أسهم بشكل كبير في تطوير البنية التحتية والاقتصادية في مملكة البحرين.
عُرف عن الخميري حبه إلى المبادرة إلى عمل الخير للمحتاجين في البناء ومساعدة الأيتام والتبرع للمساجد والمآتم والصناديق والمؤسسات الخيرية إلى جانب توظيف البحرينيين.
في عام 2000 ترك الخميري إدارة المجموعة لصالح ابنه ميسان.

## تسمية علي الشعب
في فترة الخمسينات كانت هناك التيارات القومية العربية وكان النشاط العمالي قويا وعُرف عن الخميري حينها بنشاطه في الحركات العمالية المؤيدة للقومية العربية ولجمال عبدالناصر وكان يخطب باستمرار وينقل خطابات عبد الناصر التي تستخدم كلمة الشعب بكثرة فناداه الناس بعلي الشعب.

## الحياة الشخصية
متزوج وله ثلاثة من الأبناء. ابنه الأكبر ميسان (مدير عام الشركة والعضو المنتدب لشركة المنارتين ومجموعة علي الشعب) ومياس بالإضافة إلى بنت واحدة هي رنا.

## الوفاة
توفي الخميري يوم الخميس الموافق 1 أغسطس 2013 عن عمر ناهز 86 عام بعد صراع مع المرض وبعد مشوار من العطاء والعمل التجاري الذي بدأه قبل أكثر من 56 عام. ثم شيعه جموع من المواطنين والتجار في اليوم التالي إلى مثواه الأخير في مقبرة المنامة.